# جامعة تفتس مدرسة الطب

جامعة تفتس مدرسة الطب (بالإنجليزية: Tufts University School of Medicine)‏ هي إحدى الكليات لتدريس الطب في الولايات المتحدة الأمريكية. تقع في مدينة بوستن في ولاية ماساتشوسيتس الأمريكية. نوع الشهادة الطبية التي يتم تحصيلها هناك هي دكتور في الطب.